# المفتون (صنعاء القديمة)

تعديل مصدري - تعديل

حارة المفتون هي إحدى حارات مدينة صنعاء القديمة، بلغ تعداد سكانها 232 نسمة حسب تعداد اليمن لعام 2004.